# Cabrini (película)
Cabrini es una película dramática biográfica estadounidense de 2024 dirigida por Alejandro Gómez Monteverde y escrita por Rod Barr, basada en una historia de ambos. La película detalla la vida de la misionera católica italiana Cabrini, interpretada por Cristiana Dell'Anna, mientras encuentra resistencia a sus esfuerzos caritativos y comerciales en la ciudad de Nueva York. Cabrini explora el sexismo y el racismo antiitaliano que enfrentaron Cabrini y otros en la ciudad de Nueva York a finales del siglo XIX.
Cabrini se estrenó en Estados Unidos el 8 de marzo de 2024.

## Reparto
- Cristiana Dell'Anna como Madre Francesca Cabrini
- David Morse como Arzobispo Corrigan
- Romana Maggiora Vergano como Vittoria
- Federico Ielapi como Paolo
- Eugenia Forteza como hermana Umilia
- Montserrat Espadalé como hermana Concetta
- Giancarlo Giannini como Papa León XIII
- Virginia Bocelli como Aria
- Giacomo Rocchini como Geno
- John Lithgow como alcalde Gould
- Jeremy Bobb como el reportero del New York Times Theodore Calloway
- Rolando Villazón como DiSalvo
- Liam Campora	como Enzo
- Patch Darragh	como Dr. Murphy
- Federico Castelluccio como senador Bodio[3]

## Producción
La película fue producida ejecutivamente por J. Eustace Wolfington. La fotografía principal comenzó en el oeste de Nueva York a mediados de 2021 con ubicaciones en Buffalo y Niagara Falls. La producción se trasladó a Roma ese mismo año.

## Estreno
Cabrini fue estrenada en Estados Unidos por Angel Studios el 8 de marzo de 2024. La película se proyectó de forma privada para la comunidad de la Universidad Cabrini en su fin de semana de antiguos alumnos el 24 de septiembre de 2023.